# Diconospelta vazferreirae
Diconospelta vazferreirae is een hooiwagen uit de familie Gonyleptidae.